# Vojna ključev
Vojna ključev (1228–1230) je bil prvi vojaški spopad med Friderikom II., cesarjem Svetega rimskega cesarstva, in papeštvom. Boji so potekali v srednji in južni Italiji. Medtem ko je bil Friderik odsoten v šesti križarski vojni, je papeštvo močno napredovalo, zavarovalo Papeško državo in napadlo Kraljevino  Sicilijo. Cesar je po vrnitvi porazil papeške sile in prisilil papeža Gregorja IX., da je začel mirovna pogajanja. Po dolgotrajnih pogajanjih se je konflikt končal s Sangermanskim sporazumom (San Germano, današnji Cassino) brez ozemeljskih sprememb.
Vzroki za konflikt so bili v nasprotujočih si papeških in cesarskih zahtevah v osrednji Italiji, Friderikovemu neizpolnjevanju dogovora o vodenju križarske vojne po predvidenem načrtu in njegovem domnevnem slabem ravnanju s sicilsko Cerkvijo. Cesar je bil junija 1228 pred odhodom na križarsko vojno izobčen. Njegovi predstavniki so z njegovim  dovoljenjem ali brez njega vstopili na ozemlje, ki ga je zase zahtevalo papeštvo, in Gregor IX. je odgovoril z vojno. Njegov cilj je bil Frideriku odvzeti Sicilijo, ki je bila fevd Cerkve.
Gregor je zbiral vojake in sredstva po vsem svetu, od  Portugalske do Švedske.  Konec leta 1228 je na sporno ozemlje poslal dve vojski pod poveljstvom Ivana Briennskega, januarja 1229 pa tretjo  vojsko v Kraljevino Sicilijo. Vojna se je maja 1229 obrnila v njegov prid, vendar mu je začelo zmanjkovati sredstev in vojakov. Cesarjeva vrnitev junija 1229 je razblinila govorice, ki so jih širili papeški agenti, da je mrtev, in povzročila hiter preobrat v poteku vojne. Obleganji Sulmone in Capue sta bili uspešni in cesar je septembra in oktobra povrnil večino svojega izgubljenega kraljestva. Novembra so se začela mirovna pogajanja in aktivna faza vojne se je končala.đ

## Glavni viri
Glavni viri podatkov o vojni so pisani v latinščini. Eden od najpomembnejših pripovednih virov je  Kronika Riharda Sangermanskega, ki je imel proimperialno držo. Življenjepis Gregorja IX. v Liber censuum vsebuje dragoceno propapeško pripoved. Druga pomembna vira sta Chronica sive flores historiarum Rogerja Wendoverskega in Kronika Aubrija Troisfontainskega. S križarske perspektive je vojna zajeta v Estoire d'Eracles (Zgodovina cesarja Heraklija) in Kroniki Ernoula in Bernarda Zakladnika.
Obstajajo tri severnoitalijanske kronike, ki pokrivajo vojno iz nasprotnih perspektiv propapeških gvelfov in proimperialnih gibelinov. Z gvelfske perspektive sta sodobna Annales placentini guelfi Giovannija Codagnella in Chronicon faventinum, medtem ko je gibelinska perspektiva predstavljena v nekoliko poznejših Annales placentini gibellini.  Tudi gvelfske kronike ne sledijo povsem papeški liniji. Na vojno na splošno gledajo kot na Friderikovo krivdo, ker ni hotel spoštovati papeškega ozemlja, vendar ne krivijo cesarja, da je zavlačeval s svojo križarsko vojno.
Najpomembnejši dokumentarni vir je Register Gregorjevih pisem, urejenih v Monumenta Germaniae Historica. Ohranjena so tudi papeževa pisma Frideriku in pisma, ki jih je od njega prejel. Za mirovna pogajanja so pomemben kritičen vir pisma kardinalu Tomažu iz Capue.
Pomemben vir sodobnega kritičnega odnosa do papeževe vojne je delo trubadurjev, liričnih pesnikov, ki so pisali v stari okcitanščini.

## Ozadje in vzroki
Glavna predmeta spora med Friderikom in papeštvom sta bila šesta križarska vojna in Papeška država. Friderik se je na javnih slovesnostih večkrat zaobljubil, da bo pod grožnjo izobčenja vodil križarsko vojno v Sveto deželo. Papež Honorij III. mu je odobril številne zamude. Friderik je končno odplul iz Apulije avgusta 1227, a se je skoraj takoj vrnil, ker je zbolel.  Papež Gregor IX. ni bil pripravljen odobriti nove zamude. Friderika je obtožil, da je lažil svojo bolezen. Zanimivo je, da gvelfski letopisi to cesarjevo opravičilo sprejemajo. 10. oktobra 1227 je Gregor Friderika izobčil. Gvelfski Annales placentini označujejo škodo, ki jo je Friderikova zamuda povzročila križarjem, zbranim v Apuliji, za enega od vzrokov za vojno.
Marca 1228 je Gregor obnovil izobčenje in ukazal Frideriku, naj preneha obiskovati verske obrede. V nasprotnem primeru bi Gregor svoje podložnike odvezal prisege zvestobe cesarju in zaplenil Sicilisko kraljestvo, ki je bilo papeški fevd od leta 1059. Papeži so trdili tudi to, da jim pripadata Ankonska marka in vojvodina Spoleto, vendar se Friderik ni hotel odreči svojo oblasti nad njima. Za vojvodo Spoleta je imenoval Rainalda Urslingenskega.
Novembra 1225 se je Friderik II. poročil s trinajstletno jeruzalemsko kraljico Izabelo II., s čimer je njenemu očetu Ivanu Briennskemu odvzel regentstvo. Ivan je kljub temu zavrnil  ponudbo, da bi vodil Lombardsko zvezo v njenem uporu proti Frideriku, dokler je bila Izabela živa. Kraljica je maja 1228 umrla, še vedno izobčeni Friderik II. pa se je konec junija končno odpravil na šesto križarsko  vojno. Papež njegove odprave  ni priznal za križarsko vojno.  Ivan Briennski zdaj ni imel nobenega razloga, da bi ohranil dobre odnose s Friderikom, in je sprejel poveljstvo nad papeško vojsko, ki se je pripravljala na napad na Sicilijo.  Odsotnost cesarja je bila odlična priložnost in papež je avgusta Friderikove cesarske in sicilske podložnike odvezal prisege pokorščine.  Gregor IX. je nameraval sam prevzeti cesarjev položaj sicilskega kralja. Friderik je bil prepričan, da bo papež za kralja imenoval enega od njegovih papežu poslušnih sinov, vendar je papež nameraval razpustiti kraljestvo in mu vladati neposredno preko  svojih guvernerjev.
Vojna proti Frideriku se je začela, ko je bil še na vzhodu. Friderik je marca 1229 je podpisal sporazum z ajubidskim sultanom Kāmilom, s katero je Kāmil prevzel oblast nad Jeruzalemom in svojo križarsko vojno uspešno zaključil. Julija je Gregor objavil okrožnico, v kateri je sporazum in Friderika razglasil za nekrščanska.

## Papeževo načrtovanje vojne
Papež je za vojno potreboval mednarodno finančno in vojaško podporo in je v ta namen 1. decembra 1228 izdal krožnico s podrobnostmi svojega načrta.

### Vojska
Vojna ključev je dobila svoje ime po ključih, ki so se pojavili na praporih papeške vojske in očitno tudi na oblačilih vojakov. Prišiti so bili na oblačila čez prsi, podobno kot križ na oblačilih križarjev.
V papeški vojski  so bili vitezi in pešaki, večinoma iz Papeške države in Toskane. Ker vojska ni bila dovolj velika, je papež z okrožnico vanjo pozval tujce. Pridružili so se ji predvsem vojaki iz Svetega rimskega cesarstva, Lombardske zveze in Genovske republike. Prišli so tudi številni najemniki iz Francije, Anglije in Španije. Papež je zbiral vojsko vse do junija 1229, ko je za pomoč prosil infanta Petra Portugalskega, naj v Italijo pripelje svoje viteze.
Vojska je bila že decembra 1228 razdeljena na tri enote, ki so odšle proti Anconi, Spoletu in Kampaniji. Vojskam so poveljevali Ivan Briennski, kardinal Giovanni Colonna, kardinal Pelagij  Albanski in papežev kaplan Pandulf Anagnski, ki je bil hkrati papeški legat.  Kot vrhovni poveljnik se včasih omenja Ivan Briennski, vendar ta njegova vloga ni povsem jasna. Pridružil se mu je nečak Valter IV. Briennski, ki je zahteval kneževino Taranto in grofijo Lecce v Sicillskem kraljestvu. Njegova severna vojska, obrnjena proti Anconi, je imela pomembnejšo nalogo, vendar se zdi, da je glavnino tvorila južna vojska pod Pandulfovim poveljstvom.  Ti vojski sta v primarnih virih omenjeni kot druga in tretja. O prvi vojski in njenih  poveljnikih ni nobenega podatka.

### Financiranje
Okrožnica z datumom 1. december 1228 vsebuje najzgodnejšo omembo papeškega zbiranja sredstev za vojno proti kristjanom. Ker Gregor vojne proti Frideriku sprva ni označil za križarsko vojno, ni mogel ponuditi odpustkov tistim, ki bi sodelovali v njej ali jo financirali. Njegova vojska je bila prva, ki se je financirala z neposrednimi davki. V  Franciji, Angliji, Walesu, Škotski, Irski, Danski, Švedski, severni Italiji in vzhodni Evropi se je pobirala tako imenovana "križarska desetina". V Franciji se je ostanek sredstev, namenjen za albižansko križarsko vojno, s Pariško pogodbo aprila 1229 rezerviral za novo križarsko vojno.  Papež je s tega naslova prejel okoli 100.000 liver. Desetino so uspešno pobirali v severni Italiji in vzhodni Evropi, morda tudi na Švedskem, ne pa tudi v Angliji in na Škotskem.
Po Rogerju iz Wendoverja so se v Angliji desetini močno upirali. Roger pravi, da je papež odmeril desetino na vse posvetno in cerkveno "premično premoženje" v kraljestvu.  Za zbiralca davka in morda papeškega legata za Anglijo, Škotsko in Irsko  je bil 23. decembra 1228 imenovan  Štefan iz Anagnija. Angleški kralj Henrik III. je aprila 1229 sklical skupščino kraljestva, na kateri je Štefan prebral papeška pisma. Začeli so se javni protesti proti izterjavi, ko je postalo jasno, da se Henrik III. ne bo vmešaval v Štefanovo misijo, pa je višje plemstvo plačilo preprosto zavrnilo. Številni cerkveni prelati so v strahu pred izobčenjem zastavljali cerkveno premoženje in svoja oblačila. Štefan je bil namreč pooblaščen, da od njih zahteva, da prisežejo na evangelijih, da so plačali svoj delež. Po Viljemu iz Andresa je bilo v Angliji skupno zbranih 60.000 mark. Odpor proti desetini je bil tudi na Škotskem. Po pisanju v Scotichronicon je škotski kralj Aleksander II. v začetku leta 1229 Štefanu preprečil vstop na Škotsko, kjer je poskušal opraviti svojo nalogo.

### Lombardska zveza
Severnoitalijanska mesta Lombardske zveze so bila Gregorjev najbolj naravni zaveznik proti Frideriku. Zapisi o posvetovanjih rektorjev zveze glede vojne ključev niso ohranjeni. Vsebina razmišljanj in razprav se verjetno odraža v Dictamina rhetorica Guida Faba iz Bologne, ki je nastala okoli leta 1230.,
Zvaza je papežu poslala vojake, vendar ne toliko, kot jih je zahteval ali so mu jih morda obljubili, in ne tako hitro. Februarja 1229 se je Gregor ponovno pritožil. Annales placentini guelfi potrjujejo, da so vojaki zamujali.  Po Annales placentini gibellini so mesta skupaj priskrbela 300 vitezov, vključno s 36 iz Piacenze. Chronicon faventinum poroča, da je Faenza prispevala 27 vitezov. Gregor se je kljub temu pritoževal, da četam zveze primanjkuje denarja, orožja in konj.  Maja 1229 je še vedno zahteval izpolnitev obveznosti zveze.
Annales placentini gibellini poroča, da so se severnoitalijanske čete začele vračati domov, ko so izvedele za Friderikovo izkrcanje pri Brindisiju junija 1229. To potrjuje tudi Gregorjevo pismo z dne 26. junija tistega leta. Papež je potrdil tudi pomanjkanje denarje za njihove plače. 13. julija je Gregor od čet, ki so že prispele, zahteval še tri mesece služenja. Zahteval je tudi okrepitve in denar pod grožnjo izobčenja. Rektorjem je posredoval depeši Ivana Briennskega in Giovannija Colonne, zapečateni s papeškim pečatom, da bi pokazal obupno stanje v vojski. Lombardska mesta je do takrat motila lastna državljanska vojna, ki je dosegla vrhunec v bitki pri San Cesariju avgusta 1229.

### Nemčija
Gregor IX je poskušal odstaviti Friderika II. s položaja  cesarja Svetega rimskega cesarstva in organizirati izvolitev novega cesarja.  Roger Wendoverski je zapisal, da je papež pošiljal pisma nemškim knezom, da bi upravičil Friderikovo "odstavitev s cesarskega položaja". Načrte je moral opustiti, ker je med nemškimi knezi le vojvoda Ludvik I. Bavarski pokazal zanimanje za tako skrajnost.
Papeževa prizadevanja, da bi Nemško kraljestvo obrnil proti cesarju, niso dala pričakovanih rezultatov. Resno si je prizadeval zvabiti vojvodo Otona I. Lüneburškega, a brez uspeha. Leta 1228 je nemški kralj Henrik (VII.), sin Friderika II., zavrnil skrbništvo vojvode Ludvika Bavarskega in prevzel neposreden nadzor nad vlado Nemčije. Leta 1229 je vdrl na Bavarsko, da bi Ludvika prisilil k prisegi zvestobe, in Ludvik mu je pod prisilo ugodil. Kratkoročno so bile Gregorjeve uverture v Nemčiji kontraproduktivne, dolgoročno pa so povzročile zlom v odnosih med krono in knezi.

## Vojna

### Ancona in Spoleto
Friderik je tik pred odhodom iz Brindisija na svojo križarsko vojno imenoval Rajnalda za svojega regenta v Sicilskem kraljestvu in cesarskega vikarja na spornih ozemljih v srednji Italiji. Rainald in njegov brat Berthold Urslingenski sta avgusta 1228 povedla vojsko v vojvodino Spoleto.  Rainald je trdil, da po Friderikovem naročilu zgolj zasleduje določene sicilske  upornike. Papež te razlage ni sprejel  in obnovil Friderikovo izobčenje skupaj z dolgim seznamom heretičnih sekt. Friderik je pozneje trdil, da je Rainald prekoračil njegova navodila in mu je bil prepovedan vstop na papeško ozemlje.
Rainald je prodrl vse do  Macerate, medtem ko je Berthold ostal v Spoletu. Oblegal je Capitignano in uničil Popleto, katerega gospodje so se uprli. Izgnal je frančiškane iz Kraljevine Sicilije, ker so delovali kot papeški glasniki. Novembra 1228 je Gregor Rainalda in Bertholda izobčil.
Papeška vojska pod poveljstvom Ivana Briennskega in Giovannija Colonne je med koncem 1228 in pomladjo 1229 izgnala cesarsko vojsko iz Ancone in Spoleta. V začetku leta 1229 je Rainald  s podelitvijo privilegijev pridobil podporo Osima, San Ginesijuja, Ripatransoneja in Recanatija,, a je bil na koncu prisiljen vrniti se v Sulmono, kjer je bil oblegan.
Janez Briennski je aprila za kratek čas zapustil obleganje, da bi v Perugii s predstavniki Latinskega cesarstva iz Konstantinopla sklenil sporazum, po katerem bi postal dosmrtni cesar v imenu svoje hčerke Marije, žene cesarja Balduina II. Papež je 9. aprila sporazum  potrdil in Ivan se je vrnil k obleganju Sulmone.  Zdi se, da je njegova pridobitev cesarskega naslova ali vsaj popačeno poročilo o tem sprožila govorice, da želi zamenjati Friderika kot cesarja Svetega rimskega cesarstva.

### Papeški napad na Sicilsko kraljestvo
18. januarja 1229 je papeška vojska pod Pandulfovim vodstvom prestopila mejo Kraljevine Sicilije. Rihard iz San Germana je invazijo predstavil kot poskus, ki bi Rainalda potegni iz osrednje Italije. Začetna sicilska obramba je bila šibka, potem pa se je pod poveljstvom vrhovnega sodnika Henrika iz Morre dva meseca krepko  upirala. Sredi marca so se boji okrepili. Papeški plačanci so vdrli na Terra Sancti Benedicti, ozemlje opatije Monte Cassino, zavzeli Piedimonte in naleteli na majhen odpor. Branilci so se umaknili v San Germano, medtem ko je veliko prebivalcev zbežalo. Papeške čete so uničile gradove Monumito, Piumarola in Terame,. Njihovo napredovanje proti San Germanu se je ustavilo pri Sant'Angelu,  ki so ga branili samostrelci pod Rogerjem iz Galluccia.
Nova ofenziva papeške vojske se je začela konec marca 1229. Njen cilj je bil zasesti pristanišča in ujeti Friderika med poskusom vrnitve.  Zasnovo te strategije  pripisujejo Ivanu Briennskemu. Friderik je v Sveti deželi dobival pozive, naj se vrne, in opozorila, da ga nameravajo ujeti.
Napredovanje papeške vojske v Apulijo je bilo počasno. in naletelo na večji odpor kot doslej. Vojski ni uspelo na silo osvojiti Capue in jo je začela oblegati.

### Papeška oblast na zasedenih ozemljih
19. maja je Gregor v pismu opomnil Pelagija, naj čim bolj zmanjša prelivanje krvi, saj je Kraljevina Sicilija pripadala Cerkvi.  Gregor je bil še posebej zgrožen, ko je izvedel za slabo ravnanje z vojnimi ujetniki, vključno z usmrtitvami, ki jih je strogo prepovedal.  Ostra kampanja je bila v nasprotju z njegovimi cilji. Zaprosil je za podporo južnoitalijanskih mest. Gaeti in Neaplju je v zameno za priznanje papeške suverenosti in plačilo davkov ponudil avtonomijo po severnoitalijanskem modelu.  Istega dne (19. maja) je Suessi podelil enake pravice in privilegije kot svojemu domačemu mestu Anagni in junija  Gaeti potrdil mestne privilegije.
Na vrhuncu kampanje je Gregor poskušal uveljavljati svojo oblast nad otokom Sicilijo. Podelil ji je privilegije in hkrati zahteval nakazilo davkov. Muslimani iz zahodne Sicilije, ki so živeli v nekakšnem velikem rezervatu, so se uprli možnosti papeškega gospostva.
Vojna se je vlekla, s čimer so se povečale papeževe finančne težave, ki jih je reševal s posojili kardinalov. Kronist  Matej iz Pariza je Ivana Briennskega obtožil plenjenja cerkva in samostanov, da bi s plenom plačal svoje vojake.  Gregor je poskušal premagati odpor do vojne s širjenjem govoric o Friderikovi smrti ali ujetništvu v Sveti deželi. Na koncu je papeška vojska uspela prodreti na jug samo do Volturna–Irpina.

### Friderikova protiofenziva
Friderik je prekinil svoje bivanje v Sveti deželi in se zaradi vdora v Apulijo vrnil v Italijo. Brez najave je 10. junija pristal pri Brindisiju in takoj sprožil protiofenzivo proti papeškim silam. V njegovi vojski so bili vračajoči se križarji, vključno z nekaj  Nemci, ki so bili zaradi neurij prisiljeni pristati v Brindisiju. Južnoitalijansko plemstvo mu je večinoma ostalo zvesto in se mu je pridružilo,  nekateri križarji pa se  v Italiji niso hoteli boriti zanj.  V Capuo je poslal okrepitve. Glavnina papeške vojske se je takoj po novicah o njegovi vrnitvi začela razbijati. Pelagij je prosil za pomoč severno vojsko, ki je takrat oblegala Sulmono. Ivan Briennski in Giovanni Colonna sta prekinila  obleganje in vse papeške vojske so se prvič v tej vojni zbrale blizu Capue.
Avgusta je Gregor obnovil Friderikovo,  Rainaldovo in Bertoldovo izobčenje in še vedno poskušal zvabiti južna mesta na svojo stran. Friderik je vkorakal na Terra di Lavoro, obleganje Capue pa je bilo prekinjeno še preden je septembra prišel do nje. Papežev položaj je postal obupen. Gregor je obljubil odpuščanje grehov vsem, ki so sodelovali v vojni proti Frideriku, in vojno s tem nadgradil v navidezno križarsko vojno.  V pismih lyonskemu nadškofu Robertu (28. septembra), pariškemu škofu Viljemu II. (30. septembra) in milanskemu nadškofu Henriku (9. oktobra) je obljubil odpuščanje grehov njim in vsem vojakom, ki bi jih morebiti pripeljali,
pri določitvi popolnega križarskega odpustka pa se je ustavil.  Septembra je spremenil taktiko v svoji propagandi in začel trditi, da Friderik deluje v zavezništvu z Ajubidi.
V nasprotju z njim je Friderik 5. oktobra v zmagoslavnem tonu pisal svojim podložnikom v Kraljevini Italiji in jih obvestil o svojem hitrem napredovanju ter zahteval vojake, konje in orožje, da dokonča svoje delo.  Istočasno je v pismih vladarjem Evrope zagovarjal pravičnost svojih dejanj.
Do konca oktobra se je Ivan Briennski umaknil nazaj na papeško ozemlje. Ker je papeški vojski še vedno primanjkovalo sredstev, se je Giovanni Colonna vrnil na papeško ozemlje, da bi zbral denar, in bil zato obtožen, da je zapustil vojsko. Pelagij je izsilil prispevek lokalne duhovščine z grožnjo zaplembe celotnega bogastva Monte Cassina in cerkva San Germana.  Po pisanju Riharda iz San Germana je bil umik glavnine papeške vojske v San Germano urejen, potem pa je razpadla in se v popolnem neredu umaknila na papeško ozemlje.  Večina krajev, ki so bili v papeževih rokah, nekateri samo nekaj  tednov, je hitro kapitulirala pred Friderikovimi četami, Monte Cassino, Gaeta in Sora pa so vzdržali. Mesto Sora, ne pa tudi trdnjava, je bilo 24. oktobra zavzeto in izropano. Veliko prebivalcev je bilo obešenih.

### Konec sovražnosti
Friderik ni sprožil invazije na Papeško državo, ampak se je raje začel pogajati.  Ancone in Spoleta ni niti poskusil ponovno zasesti, je pa zaplenil lastnino templjarjev in hospitalcev zaradi nasprotovanj med njegovim križarskim pohodom. Papeški garniziji v Monte Cassinu je dovolil, da mirno zapusti kraljestvo.  Tomaž iz Kapue v zasebnem pismu omenja, je bil Pelagij po večmesečnem obleganju videti "bolj mrtev kot živ".
Aktivna faza vojne se je končala z začetkom mirovnih pogajanj novembra 1229. V začetku julija 1230 je Tomaž iz Kapue prejel pisma z navodili o pogojih vdaje. Večina papeških sil na sicilskem ozemlju, vključno z garnizijami, se je začela umikati šele potem, ko je bila sklenjena končna "oblika miru". V nekaj gradovih so ostale papeške garnizije, da bi zagotovile uveljavljanje sporazuma.

## Mirovni sporazum
Pobudo za mir je dal Friderik in verjetno tudi kakšen kardinal. Pogajanja rimskega senata s Friderikom so se začela oktobra 1229.  4. novembra je iz Kapue  prispel Tomaž, da bi začel pogajanja v papeževem imenu. 10. novembra je Gregor pooblastil kardinala Giovannija Colonno, da prekliče Friderikovo izobčenje in obvestil Lombardsko zvezo, da je začel mirovna pogajanja. 11. novembra je Frideriku pisno izrazil željo, da ga sprejme nazaj v Cerkev.
Pogajanja so bila dolga. Sklenili so jih šele s posredovanjem nemških knezov in velikega mojstra Tevtonskega viteškega reda Hermanna von Salze. Aprila 1230 je Gregor obnovil Rainaldovo izobčenje, da bi mu preprečil sodelovanje pri pogajanjih. Sangermanski mirovni sporazum je bil podpisan 23. julija 1230. Avstrijski vojvoda Leopold VI., ki je imel vodilno vlogo v pogajanjih, je le pet dni pozneje umrl. Friderikovo izobčenje in vsa druga papeška dejanja proti njemu so bila preklicana 28. avgusta v Cepranu. Izdana je bila splošna amnestija za tiste Friderikove podložnike, ki so podpirali papeža. Lastnina templjarjev in hospitalcev je bila vrnjena. Friderik je papežu predal svojo zakonsko oblast nad sicilsko cerkvijo in priznal Papeško državo in papeške pravice nad Gaeto in Sant'Agato.

## Sodobni odzivi
Sodobne razprave o vojni ključev so se osredotočale na nauk o dveh mečih, to je "stvarnem meču" (gladius materialis) in "duhovnem meču" (gladius spiritualis), ki temelji na Lukežu 22:38. Gregorjeva pravica do duhovnega meča je bila nesporna, njegova pravica do stvarnega z zbiranjem in vodenjem vojske pa ni bila jasna. Gregorju je bilo seveda jasno, kaj počne, saj v pismu, ki se je prebralo pred angleško skupščino, izjavil: "Začeli smo izvajati posvetno oblast in v ta namen zbrati veliko vojsk z velikimi plačami". Ko je bil Friderik v Sveti deželi, je februarja ali marca 1229 prejel pismo svojega sodnega izvršitelja v Jeruzalemu, grofa Tomaža iz Acerre, ki mu je zagotavljal, da so baroni in duhovščina Jeruzalemskega kraljestva šokirani, ker je "papež v nasprotju s krščanskim zakonom odredil, da vas premaga s stvarnim mečem, se pravi da vas ne more zrušiti z duhovnim". Proti papeževi razlagi Lukeža je Tomaž citiral Mateja 26:52: "Spravi svoj meč v nožnico, kajti vsi, ki z mečem udarijo, bodo z njim pokončani".
Annales placentini guelfi se v obrambi papeževe odločitve strinjajo s Tomažem iz Acerre, da je papež prijel za stvarni meč, ker se je duhovni proti Frideriku izkazal za neučinkovitega. Letopisec obtožuje Friderika, da hoče uničiti Cerkev. Zapisal je tudi, da je Gregor naredil pomemben korak in napovedal vojno šele potem, ko se je posvetoval z laičnimi in cerkvenimi voditelji.
Najbolj neposredna kritika papeževe vojne proti cesarju je v spisih dveh trubadurjev, napisanih v južni Franciji v zadnji fazi ali kmalu po albižanski križarski vojni.  Zanju so trdili, da sta bila plačana cesarjeva propagandista, vendar za to trditev ni neposrednih dokazov.  V svojem antiklerikalnem Clergue si fan pastor kardinal Peire obtožuje Ivana Briennskega, da je vdrl na Friderikovo ozemlje, ko je bil ta v Jeruzalemu. Muslimanom je zagotavljal, da se nimajo česa bati, saj je Cerkev bolj zainteresirana za oblast v Evropi kot v Sveti deželi. Guilhem Figueira je v svoji pesmi D'un sirventes far napadel papeštvo zaradi niza vojn proti kristjanom: plenjenja Konstantinopla, albižanske križarske vojne in vojne ključev.  Trubadurji so o tem peli še desetletja kasneje. Guilhem je zanikal veljavnost odpuščanja grehov, ki ga je papež ponudil udeležencem vojne. Avtor ni na splošno kritiziral križarskih vojn, vendar je v njih in papeških vojnah  proti kristjanom videl kot nevarno odvračanje pozornosti od resničnih potreb Svete dežele.
Okcitanska pesnica, trubadurka  Gormonda de Monpeslier, je napisala hvalnico  papeški politiki. Hvalnica  je bila neposreden  odgovor Guilhemu, v kateri je branila papeževa dejanja in kritizirala cesarja.
Kritike  so bile izražene tudi v številnih nemških kronikah, kot so Chronicon Burcharda iz Ursperga, Annales sancti Rudberti Salisburgenses in Annales Scheftlarienses maiores. Po Chronicon wormatiense naj bi bil papež kriv, da Friderik ni uspel osvojiti celotne Svete dežele. Anonimni menih iz samostana svetega Emerama je v obrobni opombi zapisal, da je v Nemčiji vladala "velika jeza", ko je papež križarje odvezal njihovih zaobljub zaradi Friderikovega izobčenja.  Več nemških lirskih pesnikov ali ninnesängerjev je izrazilo podobna čustva: Freidank, ki je spremljal Friderika na križarski vojni, Walther von der Vogelweide, ki mu je bil odhod onemogočen zaradi Friderikovega izobčenja, in Bruder Wernher.
Nekateri sodobniki so konflikt videli kot "zamero" med dvema starima tekmecema, Ivanom Briennskim in Friderikom II., ki sta se pred tem prepirala glede regentstva Jeruzalema. To stališče se do neke  najde tudi pri Richardu iz San Germana, Rogerju iz Wendoverja, Aubryju iz Troisfontainesa, Eracles Colbert-Fontainebleau in Kroniki Ernoula.

## Analiza
Sodobne analize vojne ključev se običajno osredotočajo na to, kako se papeška odprava  umešča v zgodovino razvoja političnih križarskih vojn.  Imenovali so jo 'polkrižarska'  in 'kvazi' križarska vojna,  'križarski pohod Ivana Briennskega v Apulijo' in drugače. V nasprotju s poznejšo križarsko vojno proti Frideriku II. leta 1239 jo Graham Loud imenuje "križarska vojna, ki je nikoli ni bilo". Annales placentini gibellini vojne leta 1229 ne prikazuje kot križarske vojne, kar jo jasno razlikuje od križarske vojne leta 1239. Tudi angleški kronisti jo vidijo kot politično in ne sveto vojno. Matej Pariški jo je opisal kot "[Gregorjevo] vojno ... proti rimskemu cesarju".
Gregor v svojih dokumentih za pohod proti Frideriku nikoli ni uporabil izraza križarska vojna.  Omenjal ga je kot "služenje Cerkvi" (ecclesie obsequiis, ecclesie servitis), "cerkveni posel" (negotio ecclesie) in "posel  proti Frideriku, tako imenovanemu cesarju" (negotium contra Fridericum dictum imperatorem). V svojem pismu Petru Portugalskem je Gregor poudaril duhovni element, ko je omenil "služenje Kristusove neveste" (obsequium sponse Christi). Gregor je duhovne nagrade ponudil šele potem, ko je bila vojna že izgubljena, in nikoli ni pridigal za križarsko vojno. Papeška vojska ni uporabljala znamenja križa. Za razliko od križarjev se vojaki, ki so se borili pod ključi, niso zaobljubili, za financiranje vojne pa so bile uporabljene standardne metode za financiranje križarskih vojn.
Rihard iz San Germana poudarja, da je bila Friderikova vojska  prava "vojska križarjev" (crucesignatorum exercitus), ker je  vključevala veliko vojakov, ki so se vračali iz šeste križarske vojne.  Mnogo vojakov  je med vojskovanjem  v Italiji očitno še vedno nosilo svoje križe.
Joseph Strayer, ki je preučeval papeževe uspehe pri zbiranju sredstev, ugotavlja, da si je v letih 1228–1229 "papeštvo prvič lahko privoščilo prvorazredno vojno".  Domneva tudi, da je bil Gregor IX.  preveč tankovesten, da bi v nasprotju s kanonskim pravom razglasi križarsko vojno proti cesarju že na začetku svojega papeževanja.